# Универзитет у Стокхолму
Универзитет у Стокхолму (швед. Stockholms universitet) је државни универзитет у Стокхолму. Основан 1878. године као колеџ, од 1960. има статус универзитета. Са преко 33.000 студената на четири различита факултета, један је од највећих универзитета у Скандинавији.
Добио је статус универзитета 1960. године, што га чини четвртим најстаријим универзитетом у Шведској. Као и код других државних универзитета у Шведској, мисија Универзитета у Стокхолму чини наставу и истраживање усмерено ка друштву у целини.